# 岐阜県営野球場
岐阜県営野球場（ぎふけんえいやきゅうじょう）は、かつて岐阜県岐阜市にあった野球場。

## 歴史
岐阜市長良福光の岐阜刑務所近くに1964年開場。翌1965年に開催予定だった第20回岐阜国体に合わせて整備された運動公園内に建設された。高校野球、社会人野球などアマチュア野球公式戦が開催された。
しかし老朽化のため1987年に閉鎖され、施設は撤去。跡地は岐阜メモリアルセンターとして再整備された。現在センター内にある長良川球場は更地化された後に新規に建設されたもので、旧県営球場とは異なる施設である。

## 施設概要
- 両翼：93m、中堅：120m、外野フェンスの高さ、1.2m
- 内野：黒土、外野：天然芝
- 照明設備：なし
- スコアボード：パネル式
- 収容人員：15,000人
  - ネット裏：プラスチックベンチシート（背もたれなし）、内野：コンクリート階段、外野：芝生